# Sonic Mania
Sonic Mania är ett sidscrollande plattformsspel utvecklat av Headcannon och PagodaWest Games och utgivet av Sega. Spelmässigt och visuellt är Sonic Mania inspirerat av de ursprungliga Sonic the Hedgehog-spelen till Sega Mega Drive. Spelet utgavs i augusti 2017 till Microsoft Windows, Nintendo Switch, Playstation 4 och Xbox One.